# Germama
Le Germama ou Kesem est un affluent de la rivière Awash en Éthiopie.

## Étymologie
Son nom Germama signifie en amharique « gambadante », « bruyante », ou « frétillante ».

## Géographie
Le Germama n'est pas navigable, et voit ses flots grossir rapidement durant la saison des pluies. Il s'écoule de l'ouest du Kese Koremash, vers l'Awash à l'est, son cours délimitant sur plusieurs kilomètres la frontière nord du Parc national d'Awash. Les plaines du haut Germama ont constitué le lieu d'établissement du district de Bulga (en) dans le Choa, le bas Germana définissait la frontière nord du district de Menjar dans le Choa.

## Aménagements
Le ministère éthiopien des ressources hydrauliques a commencé la construction d'un barrage sur le Germana en 2005, afin d'aider à l'irrigation sur les deux rives du fleuve, dans le Dofen et le mont Kebena.
En décembre 2008, un porte-parole du ministère a annoncé que le projet était terminé à 98 %